# 黄寿发
黄寿发（1910年—1948年6月4日），福建新泉县（今连城县新泉镇）人，八路军、中国人民解放军将领。因严重违反军纪射杀妻儿而被判处死刑。

## 生平

### 第一次国共内战
出身贫苦，幼时给地主放牛看山，做过泥工，1929年加入赤卫队。1930年，参加中国工农红军，同年加入中国共产党，历任红一军团排长。1931年，担任特务连连长，后升任营长，参加了中央根据地的反围剿战争和长征。抵达陕北后，参加红军东征战役。任红一军团第二师第四团团长、第一师第三团团长，还参加了直罗镇战役、西征战役。

### 抗日战争时期
1937年，担任115师独立团（团长杨成武）下的三营营长，参加平型关战役。1938年5月，成立八路军第3纵队兼冀中军区，下辖四个军分区，他担任第1军分区兼第1支队第2团团长。1940年，担任第一军分区参谋长，同年9月，率部参加百团大战的涞灵战役，担任右翼北路支队指挥。1942年初，八路军晋察冀根据地平西部队进行精兵简政，撤销挺进军和区党委。平西改编为晋察冀军区第十一军分区，黄寿发担任司令员（肖文玖担任政委）。1944年，升任冀中军区副参谋长。1945年，担任冀中军区第9军分区司令员。

### 第二次国共内战
第二次国共内战期间，任晋察冀军区第二野战军冀中纵队副司令员。1946年，调任冀中军区参谋长。1946年秋，黄寿发与他小孩的保姆单洁英有染，进而与妻子何茵关系恶化。黄寿发曾授意其警卫员边振海打死何茵，边振海当予拒绝反被训斥并要挟。1947年农历正月初二，他在河间黑马张庄，以手枪杀害其妻何茵，何茵连中三枪，当即身死，时已怀孕数月。遵聂荣臻电文批准，冀中军法处当即将黄寿发逮捕，后解送晋察冀军区军法处。讯问期间最初否认罪行，后在证据确凿下，承认蓄意谋杀。事情拖至1947年底，毛泽东批示“黄寿发问题不能原谅，要处决”；经中共中央批准判处死刑，公审后于1948年6月4日执行枪决，时年37岁。枪毙后葬于阜平县，并立碑，但是墓碑上未刻“同志”两字。此后毛泽东仍就此事向罗瑞卿批评晋察冀军区。